# Associazione Calcio Lecco 1940-1941
Questa voce raccoglie le informazioni riguardanti  l'Associazione Calcio Lecco nelle competizioni ufficiali della stagione 1940-1941.

## Rosa
| N. |                   | Ruolo | Calciatore         |
| -- | ----------------- | ----- | ------------------ |
|    | Italia (bandiera) | D     | Pietro Albani      |
|    | Italia (bandiera) | A     | Eugenio Bacis      |
|    | Italia (bandiera) | C     | Pietro Bario       |
|    | Italia (bandiera) | D     | Alessandro Berva   |
|    | Italia (bandiera) | P     | Antonio Binaghi    |
|    | Italia (bandiera) | A     | Luigi Carati       |
|    | Italia (bandiera) | C     | Luigi Croci        |
|    | Italia (bandiera) | C     | Giovanni Dell'Orto |
|    | Italia (bandiera) | C     | Francesco Girotti  |
|    | Italia (bandiera) | A     | Ezio Gnecchi       |

| N. |                   | Ruolo | Calciatore       |
| -- | ----------------- | ----- | ---------------- |
|    | Italia (bandiera) | A     | Vittorio Gotti   |
|    | Italia (bandiera) | A     | Italo Guidi      |
|    | Italia (bandiera) |       | A. Marchisio     |
|    | Italia (bandiera) | A     | Egidio Meroni    |
|    | Italia (bandiera) | P     | Bruno Pedretti   |
|    | Italia (bandiera) | A     | Renzo Pellizzoni |
|    | Italia (bandiera) | C     | Arturo Ratti     |
|    | Italia (bandiera) | D     | Luigi Ripamonti  |
|    | Italia (bandiera) | C     | Pietro Riva      |
|    | Italia (bandiera) | C     | R. Spada         |